# Сацумско-британская война
Сацумско-британская война (яп. 薩英戦争 Сацу-Эй сэнсо:, 15 — 17 августа 1863 года) — вооружённый конфликт в японском городе Кагосима между княжеством Сацума и эскадрой Великобритании.

## История

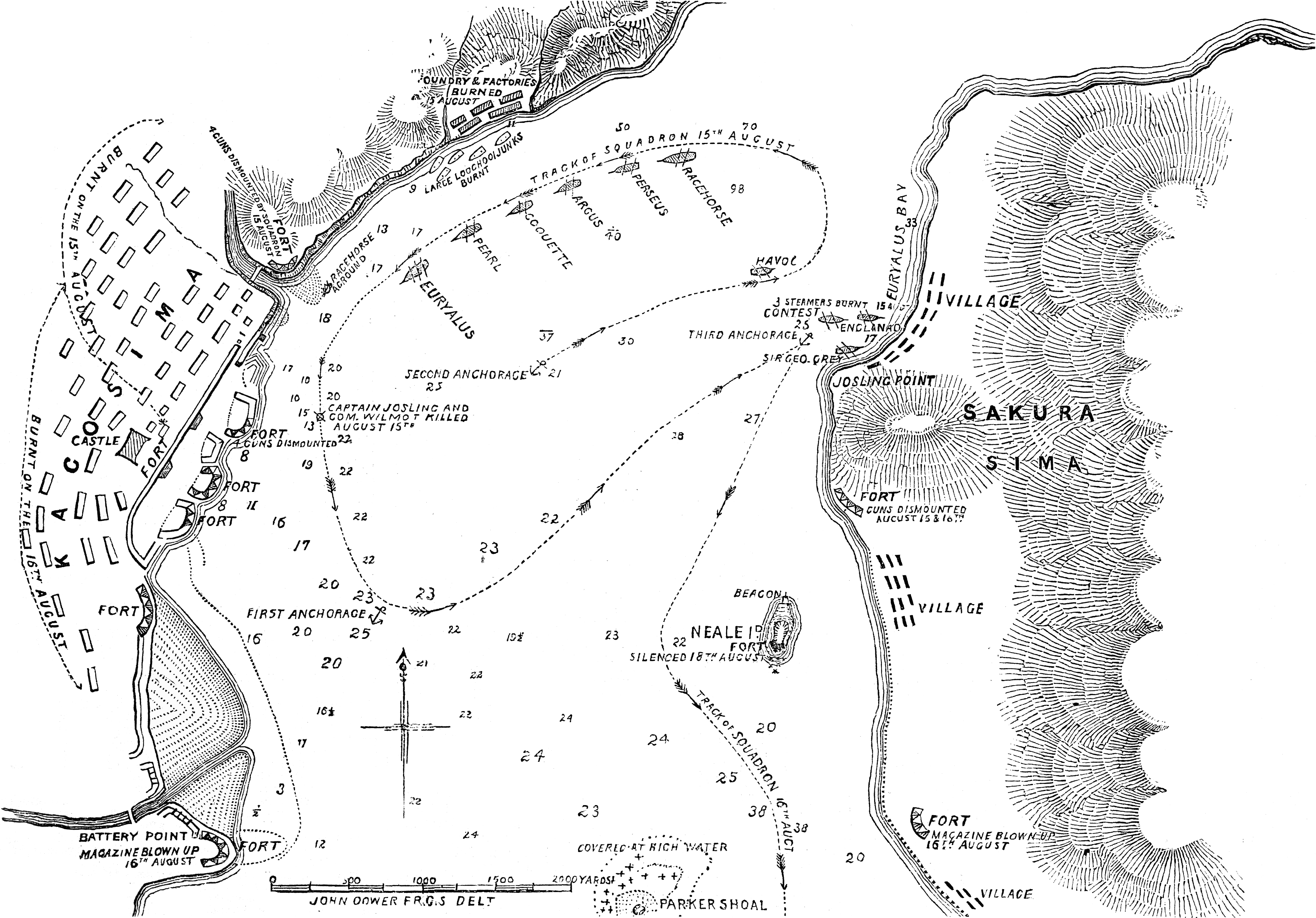
Карта обстрела Кагосимы

Поводом к войне стал инцидент в Намамуги 14 сентября 1862 года. Во время него самураи княжества Сацума зарубили насмерть одного и тяжело ранили двоих британских торговцев, которые нарушили нормы японского феодального этикета, пытаясь прорваться сквозь самурайскую колонну. Японское правительство в лице сёгуната согласилось официально извиниться и выплатить Великобритании компенсацию в размере 100 тысяч фунтов стерлингов. Однако Сацума отказалась выдавать британцам виновных и платить дополнительную компенсацию в размере 25 тысяч фунтов.
11 августа 1863 года британская эскадра из 7 паровых кораблей под командованием вице-адмирала Августа Купера вошла в бухту города Кагосима, столицы Сацумы. На следующий день британцы предъявили японцам требование наказать виновных самураев и выплатить компенсацию. Сацума отказалась, поэтому 15 августа Купер захватил три паровых японских корабля. В ответ сацумцы начали обстрел флота с горы Тэмпо и попали во флагманский корабль «Эвриал». На нём были ранены 6 человек и погибли восемь, в том числе капитан корабля Джон Джеймс Стивен Джослинг и старший помощник коммандер Эдвард Уилмот. Эскадра медлила с ответным огнём два часа, поскольку подходы к пороховому складу корабля оказались завалены ящиками с компенсацией от сёгуната. Перестрелка продолжалась два дня, во время неё сильно пострадали окрестности Кагосимы. 17 августа британцы отступили в Иокогаму для ремонта и пополнения запасов провизии и топлива.

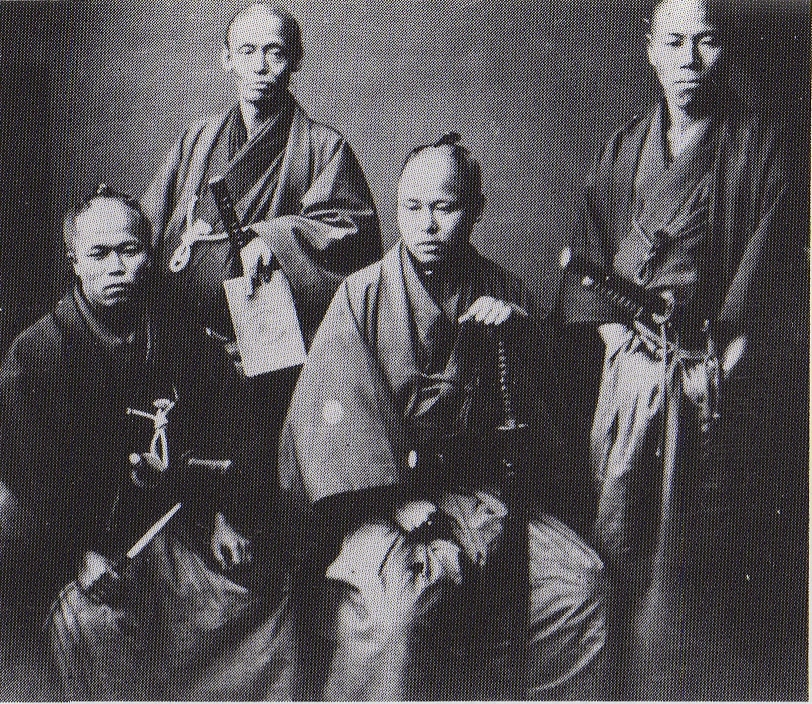
Представители Сацумы, подписавшие мирный договор.

Дальность стрельбы британской корабельной артиллерии, вооружённой пушками Армстронга, превышала дальность стрельбы японской артиллерии в 4 раза. Из-за этого атакующим удалось с безопасной для себя дистанции разрушить 10 % города Кагосима вместе с промышленным центром Сюсэйкан и монетным двором. С британской стороны погибли 11 человек и было ранено 52 человека. Сацумцы потеряли убитыми 5 человек и 10 раненых. Однако подавляющее военное превосходство британской эскадры заставило Сацуму осознать опасность антииностранного курса, который мог стать причиной для колонизации Японии странами Запада.
17 августа 1863 года сацумцы и британцы заключили мир. Первых представляли Окубо Тосимити и Сигэно Ясуцугу, а вторых — посол Великобритании в Японии Эдвард Нил. По условиям мирного договора сацумцы выплачивали компенсацию британцам займами сёгуната, а британцы покупали у сацумцев их паровые корабли. В дальнейшем Сацума так и не вернула заёмные деньги. Великобритания же начала активное сотрудничество с сацумцами, позволив последним проходить стажировку в их стране.